# Kulturní geografie
Kulturní geografie, nebo též geografie kultury, je vědní obor spadající pod socioekonomickou geografii, který zkoumá prostorovou diferenciaci kulturních znaků společnosti (jazyk, náboženství, kulturní dědictví) a příčiny této diferenciace. V důsledku různých definicí je do objektu zkoumání kulturní geografie někdy též zařazován i proces domestikace, morálka i právo. Zakladatelem oboru je americký geograf Carl O. Sauer.